# Guadalaviar

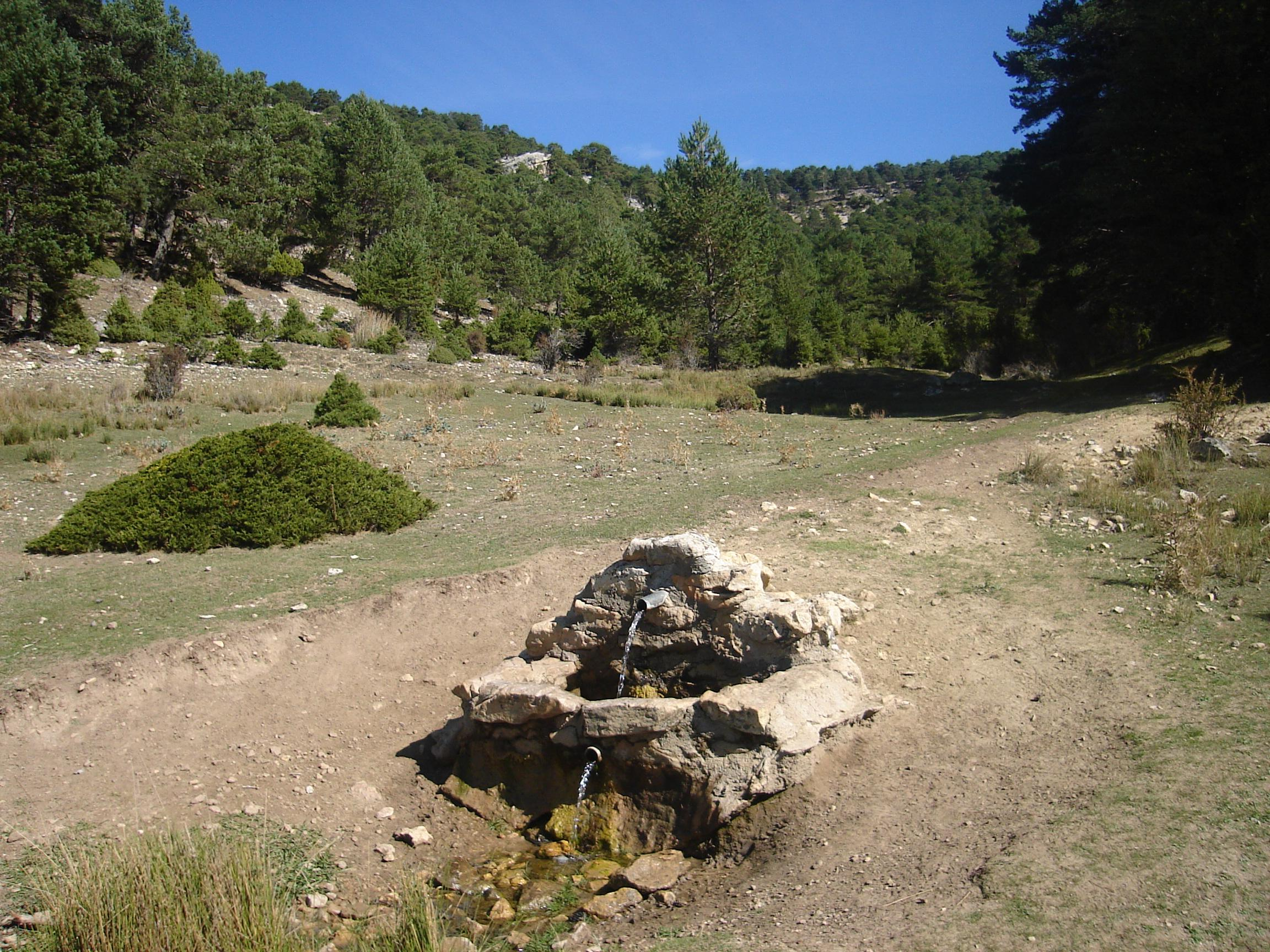
Quelle des Río Guadalaviar

Der Río Guadalaviar (valencianisch Riu Túria) ist ein ca. 85 km langer Fluss in der Provinz Teruel im Süden der Autonomen Gemeinschaft Aragonien in Spanien.

## Verlauf
Der Río Guadalaviar entspringt ungefähr 5 km nordwestlich des Ortes Guadalaviar in den Montes Universales der Sierra de Albarracín; er fließt nahezu konstant ostwärts und umspült den Felsen der Kleinstadt Albarracín. Schließlich bildet er ca. 2 km westlich von Teruel zusammen mit dem Río Alfambra den Río Turia, der nach weiteren 280 km in der Hafenstadt Valencia ins Mittelmeer mündet.

## Orte am Fluss
- Guadalaviar
- Villar del Cobo
- Tramacastilla
- Torres de Albarracín
- Albarracín
- Gea de Albarracín

## Stausee
- Embalse de San Blas El Arquillo

## Sehenswürdigkeiten
Der weitgehend naturbelassene und deshalb sehr saubere Río Guadalaviar wird von Felsen, Wäldern und Wanderwegen gesäumt. Der in mehrfacher Hinsicht beinahe mittelalterlich anmutende Ort Albarracín gilt als eines der schönsten Dörfer Spaniens.